# Stenygrocercus kresta
Stenygrocercus kresta är en spindelart som beskrevs av Raven 1991. Stenygrocercus kresta ingår i släktet Stenygrocercus och familjen Dipluridae.
Artens utbredningsområde är Nya Kaledonien. Inga underarter finns listade i Catalogue of Life.